# 김태윤 (2003년)
김태윤(한국 한자: 金兌玧, 2003년 2월 27일 ~ )은 대한민국의 축구 선수이자, 현재 K3리그 창원시청 축구단 소속이다.